# Белинская (река)
Белинская — река на острове Сахалин. Впадает в Татарский пролив.
Протекает в лесах на территории Томаринского городского округа Сахалинской области.
Длина реки составляет 23 км, площадь водосборного бассейна — 117 км². Берёт начало на склонах горы Камышевская. Течёт на запад. Устье находится в 1 км к северу от села Белинское.
Крупные притоки: Хоринка, Матросовка.

## Данные водного реестра
По данным государственного водного реестра России относится к Амурскому бассейновому округу.
Код объекта в государственном водном реестре — 20050000212118300007493.